# 야에하라촌
야에하라촌(八重原村)은 지바현 기미쓰군에 일찍이 존재했던 촌이다. 현재의 기미쓰시 북부에 해당한다.

## 역사
- 1889년 4월 1일 - 정촌제 시행에 수반해 스에군 야에하라촌이 성립하였다.
- 1897년 4월 1일 - 스에군이 통합에 의해 기미쓰군이 되었다.
- 1943년 4월 1일 - 스사이촌과 합병해 기미쓰정이 신설되어, 동일 야에하라촌은 폐지되었다.

## 교통

### 철도
- 국철 (→ JR동일본)
  - 가사라즈선

## 참고문헌
- 大日本篤農家名鑑編纂所編『大日本篤農家名鑑』大日本篤農家名鑑編纂所、1910年。